# 牟田剛司
牟田 剛司（むた たけし）は、FBS福岡放送報道部記者で、元アナウンサー。

## 人物・履歴
1997年、関西大学文学部中国文学科に入学。在学中1999年に1年間現地留学したこともあり、2002年に卒業してFBS入社。同期は若林麻衣子である。
入社後、報道記者業務を兼務するが、悪性リンパ腫にかかり、現場を離れ長期間入院し療養していた時期があった。快復後は本人の報道志望とは裏腹にバラエティー分野で起用されることも多くなり、生放送での失敗が全国番組で紹介されることも少なくなかった。
また、同期の若林（現在は3年後輩の仲谷亜希子）が地上デジタル放送推進大使となったこともあり、地元の女性タレントと「デジタル・ハニー」を結成し、自社番組で地上デジタル放送のPRを行っていた。現在はエリアが福岡県内の大半の地域に広がったことからその役目を終えている。
2008年7月、社内の人事異動によりアナウンス業務を離れ、報道記者専念となった。

## アナウンサー時代の担当番組
- 地デジでGO!
- めんたいワイド
- ニュース